# Льюис, Сондерс
Со́ндерс Джон Лью́ис (англ. Saunders John Lewis) (15 октября 1893 — 1 сентября 1985) — уэльский поэт, драматург, историк, критик и общественно-политический деятель. Он был видным валлийским националистом и основателем Валлийской национальной партии (позже известной как Партия Уэльса — Plaid Cymru). Льюис многими считается самой заметной фигурой в валлийской литературе XX века.

## Биография
Льюис родился в 1893 году в валлийской семье, проживавшей в Чешире. Когда началась Первая мировая война, он изучал французский и английский язык в Ливерпульском университете. Пройдя войну в качестве офицера, Льюис вернулся в университет и получил степень по английскому языку.
В 1922 году он стал преподавателем валлийского языка в Университетском колледже в Суонси. За время своей работы там он написал самые известные свои литературоведческие труды: «Школа уэльских августинцев» (A School of Welsh Augustans) (1924), «Уильямс Пантикелин» (Williams Pantycelyn) (1927) и «Очерк истории валлийской литературы» (Braslun o hanes llenyddiaeth Gymraeg) (1932).
Отец и дед Льюиса были известными методистскими проповедниками. В 1932 году Сондерс Льюис стал католиком.
Опыт Первой мировой войны и сочувствие борцам за независимость Ирландии сделали его националистом, и в 1925 году он основал Валлийскую национальную партию (позже ставшую Партией Уэльса — Plaid Cymru). С 1926 по 1939 году он был её председателем. Католик-традиционалист Льюис вёл полемику с левым крылом собственной партии во главе с социалистом-интернационалистом Дэвидом Джеймсом Дэвисом.
В 1936 году вместе с Льюисом Валентайном и Дэвидом Джоном Уильямсом он совершил поджог школы пилотов-бомбардировщиков в Пениберте (графство Гуинет), протестуя против вторжения «империалистского» английского правительства в мирную жизнь этого района, где валлийские язык и культура сохраняли (и до сих пор сохраняют) наиболее прочные позиции. Эти события, известные как «Огонь на Ллине» (валл. Tan yn Llŷn), имеют культовое значение для становления валлийского национализма. Льюиса, Валентайна и Уильямса судили сначала в Карнарвоне, но, поскольку суд не вынес определённого решения, процесс был продолжен в Лондоне. Их осудили, Льюис был посажен в тюрьму и в результате потерял место преподавателя. Тем не менее, эти события сделали и его, и его партию известными всей стране.
В довоенные годы Сондерс Льюис положительно оценивал деятельность Адольфа Гитлера, заявив, что «он быстро выполнил своё обещание — над которым издевались во всех лондонских газетах в течение последних месяцев — и полностью уничтожил финансовое засилье евреев в экономике Германии».
До 1952 года, когда Льюис стал преподавать валлийский язык в Кардиффе, он работал журналистом и школьным учителем.
После ухода на пенсию в 1957 году Льюис продолжал призывы к активным действиям. В 1962 году он прочёл на радио BBC свою знаменитую лекцию Tynged yr iaith («судьба [валлийского] языка»). Она привела к созданию Товарищества валлийского языка, проводившего кампанию за предоставление валлийскому языку основных прав, которые позволили бы ему выжить. Особенную известность получила борьба за двуязычные дорожные знаки и валлийский телеканал.
В 1970 году он был выдвинут на Нобелевскую премию по литературе. Среди его литературных произведений — пьесы, стихи, романы и очерки. Он писал в основном по-валлийски, но есть и английские сочинения. Ко времени своей смерти в 1985 году он был одним из самых знаменитых валлийских писателей.

## Литературное творчество
Льюис был в первую очередь драматургом. Первой опубликованной пьесой стала Blodeuwedd («Женщина с цветами») (1923-25, переработано 1948). Среди других известных произведений — Buchedd Garmon («Житие Германа») (радиопьеса, 1936), Siwan (1956), Gymerwch chi sigarét? («Возьмёте сигарету?») (1956), Brad («Предательство») (1958), Esther («Эсфирь») (1960), и Cymru fydd («Уэльс завтра») (1967). Кроме того, он перевёл на валлийский пьесу Беккета «В ожидании Годо».
Он издал также два романа: «Моника» (1930) и «Дочь Гверна Хивела» (1964) — и два сборника стихов. Он опубликовал множество очерков и статей в газетах и журналах. Они также выходили в сборниках Canlyn Arthur («По следам Артура») (1938), Ysgrifau dydd Mercher («Очерки по средам») (1945), Meistri’r canrifoedd («Мастера столетий») (1973), Meistri a’u crefft («Мастера и их ремесло») (1981), и Ati ŵyr ifainc («Давайте, молодые люди») (1986).